# محفظة وقائية
المحفظة الوقائية (بالإنجليزية: Hedge Fund) - وتدعي أيضاً ب(صندوق التحوط) - هي صندوق استثمار يستخدم سياسات وأدوات إستثمارية متطورة لجني عوائد تفوق متوسط عائد السوق أو معيار ربحي معين بدون تحمل نفس مستوى المخاطر. من الأدوات التي تستخدمها المحافظ الوقائية هي المشتقات المالية والعقود الآجلة والمقايضات، أما أمثلة على السياسات الاستثمارية المستخدمة فهي الرفع المالي والبيع المكشوف.
ومع أن اسم هذا النوع من الصناديق يوحي بأنها تهدف نحو تقليل المخاطر، ولكن الواقع هو أنها تهدف نحو تحقيق (أقصى ربح ممكن)، والاسم ليس إلا أثر تاريخي فقد ارتباطه بالواقع. فلسفة الصندوق تقوم على ضمان تحقيق ربح للمستثمر فيه بصرف النظر عما قد يحدث في أسواق العالم من تقلبات. وليس هناك أي قيود على مدير الصندوق من الجهات المنظمة وهذه من النقاط القوية التي تؤخذ عليها. ويبلغ عدد هذه الصناديق التي ظهرت فكرتها في وول ستريت في أربعينيات القرن الماضي ثمانية آلاف صندوق تجوب شتى أسواق العالم.

## مواقع خارجية
- asharqalawsat.com